# مانوليتي
مانويل لوريانو رودريغيز سانشيز (بالإسبانية: Manolete) (4 يوليو 1917 - 29 أغسطس 1947)، المعروف باسم مانوليتي، هو مصارع ثيران إسباني، ويعد من أشهر مصارعي الثيران في إسبانيا في الستينات.

## المهنة:
اشتهر مانوليتي بعد الحرب الأهلية الإسبانية. كان أسلوبه رصينًا وخطيرًا، وقد برع في لحظات قتل الثور. شملت مساهمة مانوليتي في مصارعة الثيران مقدرته على الوقوف دون حراك بينما يمر الثور بالقرب من جسده، وبدلاً من التمريرات المنفصلة، استطاع البقاء في بقعة واحدة ثم ربط أربعة أو خمسة تمريرات متتالية معًا في سلسلة واحدة.
ابتكر تمريرة مع قماش الموليتا تسمى «مانوليتينا»، وعادة ما كان ينفذها قبل أن يقتل بالسيف. بالإضافة إلى انتصاراته في الحلبات الرئيسية في إسبانيا، فقد حقق انتصارات مهمة في بلازا المكسيك.

## الموت:
توفي في أغسطس 1947 في أعقاب تمزق في الساق اليمنى العليا، حيث طعنه الثور، ويدعى إيسليرو، وكان ثاني ثور ينازله مانوليتي في ذلك اليوم. صدم الشعب الإسباني بهذا الحدث. حدث النزال في بلدة ليناريس حيث ظهر إلى جانب المصارع الصاعد لويس ميغيل دومينغين، والذي أعلن نفسه «الرقم واحد» بعد وفاة مانوليتي.
لعب دوره أدريان برودي في فيلم مانوليت عام 2008.